# Llista d'asteroides/104601–104700
| Nom              | Designació provisional | Data de descobriment | Lloc de descobriment | Descobridor/s             |
| ---------------- | ---------------------- | -------------------- | -------------------- | ------------------------- |
| 104601 -         | 2000 GG97              | 7 d'abril, 2000      | Socorro              | LINEAR                    |
| 104602 -         | 2000 GP97              | 7 d'abril, 2000      | Socorro              | LINEAR                    |
| 104603 -         | 2000 GQ97              | 7 d'abril, 2000      | Socorro              | LINEAR                    |
| 104604 -         | 2000 GU97              | 7 d'abril, 2000      | Socorro              | LINEAR                    |
| 104605 -         | 2000 GQ99              | 7 d'abril, 2000      | Socorro              | LINEAR                    |
| 104606 -         | 2000 GS99              | 7 d'abril, 2000      | Socorro              | LINEAR                    |
| 104607 -         | 2000 GF100             | 7 d'abril, 2000      | Socorro              | LINEAR                    |
| 104608 -         | 2000 GG100             | 7 d'abril, 2000      | Socorro              | LINEAR                    |
| 104609 -         | 2000 GT100             | 7 d'abril, 2000      | Socorro              | LINEAR                    |
| 104610 -         | 2000 GG101             | 7 d'abril, 2000      | Socorro              | LINEAR                    |
| 104611 -         | 2000 GZ101             | 7 d'abril, 2000      | Socorro              | LINEAR                    |
| 104612 -         | 2000 GE103             | 7 d'abril, 2000      | Socorro              | LINEAR                    |
| 104613 -         | 2000 GO103             | 7 d'abril, 2000      | Socorro              | LINEAR                    |
| 104614 -         | 2000 GD104             | 7 d'abril, 2000      | Socorro              | LINEAR                    |
| 104615 -         | 2000 GH105             | 7 d'abril, 2000      | Socorro              | LINEAR                    |
| 104616 -         | 2000 GF108             | 7 d'abril, 2000      | Socorro              | LINEAR                    |
| 104617 -         | 2000 GX109             | 2 d'abril, 2000      | Anderson Mesa        | LONEOS                    |
| 104618 -         | 2000 GZ109             | 2 d'abril, 2000      | Anderson Mesa        | LONEOS                    |
| 104619 -         | 2000 GJ110             | 2 d'abril, 2000      | Anderson Mesa        | LONEOS                    |
| 104620 -         | 2000 GR110             | 2 d'abril, 2000      | Anderson Mesa        | LONEOS                    |
| 104621 -         | 2000 GX110             | 2 d'abril, 2000      | Anderson Mesa        | LONEOS                    |
| 104622 -         | 2000 GA111             | 2 d'abril, 2000      | Anderson Mesa        | LONEOS                    |
| 104623 -         | 2000 GN111             | 3 d'abril, 2000      | Anderson Mesa        | LONEOS                    |
| 104624 -         | 2000 GD112             | 3 d'abril, 2000      | Anderson Mesa        | LONEOS                    |
| 104625 -         | 2000 GE112             | 3 d'abril, 2000      | Anderson Mesa        | LONEOS                    |
| 104626 -         | 2000 GT112             | 5 d'abril, 2000      | Socorro              | LINEAR                    |
| 104627 -         | 2000 GY112             | 5 d'abril, 2000      | Socorro              | LINEAR                    |
| 104628 -         | 2000 GH113             | 6 d'abril, 2000      | Socorro              | LINEAR                    |
| 104629 -         | 2000 GV113             | 7 d'abril, 2000      | Socorro              | LINEAR                    |
| 104630 -         | 2000 GF114             | 7 d'abril, 2000      | Socorro              | LINEAR                    |
| 104631 -         | 2000 GQ114             | 7 d'abril, 2000      | Socorro              | LINEAR                    |
| 104632 -         | 2000 GC115             | 8 d'abril, 2000      | Socorro              | LINEAR                    |
| 104633 -         | 2000 GV115             | 8 d'abril, 2000      | Socorro              | LINEAR                    |
| 104634 -         | 2000 GU116             | 2 d'abril, 2000      | Kitt Peak            | Spacewatch                |
| 104635 -         | 2000 GD117             | 2 d'abril, 2000      | Kitt Peak            | Spacewatch                |
| 104636 -         | 2000 GK117             | 2 d'abril, 2000      | Kitt Peak            | Spacewatch                |
| 104637 -         | 2000 GU117             | 2 d'abril, 2000      | Kitt Peak            | Spacewatch                |
| 104638 -         | 2000 GW117             | 2 d'abril, 2000      | Kitt Peak            | Spacewatch                |
| 104639 -         | 2000 GY118             | 3 d'abril, 2000      | Kitt Peak            | Spacewatch                |
| 104640 -         | 2000 GB119             | 3 d'abril, 2000      | Kitt Peak            | Spacewatch                |
| 104641 -         | 2000 GD120             | 5 d'abril, 2000      | Kitt Peak            | Spacewatch                |
| 104642 -         | 2000 GO122             | 6 d'abril, 2000      | Bergisch Gladbach    | W. Bickel                 |
| 104643 -         | 2000 GY122             | 4 d'abril, 2000      | Socorro              | LINEAR                    |
| 104644 -         | 2000 GG123             | 11 d'abril, 2000     | Prescott             | P. G. Comba               |
| 104645 -         | 2000 GT125             | 7 d'abril, 2000      | Socorro              | LINEAR                    |
| 104646 -         | 2000 GY125             | 7 d'abril, 2000      | Socorro              | LINEAR                    |
| 104647 -         | 2000 GK126             | 7 d'abril, 2000      | Socorro              | LINEAR                    |
| 104648 -         | 2000 GQ129             | 5 d'abril, 2000      | Kitt Peak            | Spacewatch                |
| 104649 -         | 2000 GG132             | 10 d'abril, 2000     | Kitt Peak            | Spacewatch                |
| 104650 -         | 2000 GY132             | 9 d'abril, 2000      | Ondřejov             | P. Kušnirák, U. Babiaková |
| 104651 -         | 2000 GF133             | 12 d'abril, 2000     | Haleakala            | NEAT                      |
| 104652 -         | 2000 GY133             | 7 d'abril, 2000      | Socorro              | LINEAR                    |
| 104653 -         | 2000 GB134             | 7 d'abril, 2000      | Socorro              | LINEAR                    |
| 104654 -         | 2000 GS134             | 8 d'abril, 2000      | Socorro              | LINEAR                    |
| 104655 -         | 2000 GD135             | 8 d'abril, 2000      | Socorro              | LINEAR                    |
| 104656 -         | 2000 GH135             | 8 d'abril, 2000      | Socorro              | LINEAR                    |
| 104657 -         | 2000 GJ135             | 8 d'abril, 2000      | Socorro              | LINEAR                    |
| 104658 -         | 2000 GQ136             | 12 d'abril, 2000     | Socorro              | LINEAR                    |
| 104659 -         | 2000 GJ137             | 12 d'abril, 2000     | Socorro              | LINEAR                    |
| 104660 -         | 2000 GR138             | 4 d'abril, 2000      | Anderson Mesa        | LONEOS                    |
| 104661 -         | 2000 GA139             | 4 d'abril, 2000      | Anderson Mesa        | LONEOS                    |
| 104662 -         | 2000 GB139             | 4 d'abril, 2000      | Anderson Mesa        | LONEOS                    |
| 104663 -         | 2000 GW139             | 4 d'abril, 2000      | Anderson Mesa        | LONEOS                    |
| 104664 -         | 2000 GZ139             | 4 d'abril, 2000      | Anderson Mesa        | LONEOS                    |
| 104665 -         | 2000 GQ140             | 4 d'abril, 2000      | Anderson Mesa        | LONEOS                    |
| 104666 -         | 2000 GF141             | 6 d'abril, 2000      | Anderson Mesa        | LONEOS                    |
| 104667 -         | 2000 GX141             | 7 d'abril, 2000      | Anderson Mesa        | LONEOS                    |
| 104668 -         | 2000 GB142             | 7 d'abril, 2000      | Anderson Mesa        | LONEOS                    |
| 104669 -         | 2000 GV142             | 7 d'abril, 2000      | Anderson Mesa        | LONEOS                    |
| 104670 -         | 2000 GW143             | 7 d'abril, 2000      | Anderson Mesa        | LONEOS                    |
| 104671 -         | 2000 GW144             | 7 d'abril, 2000      | Kitt Peak            | Spacewatch                |
| 104672 -         | 2000 GC146             | 12 d'abril, 2000     | Kitt Peak            | Spacewatch                |
| 104673 -         | 2000 GO146             | 8 d'abril, 2000      | Kitt Peak            | Spacewatch                |
| 104674 -         | 2000 GK148             | 5 d'abril, 2000      | Socorro              | LINEAR                    |
| 104675 -         | 2000 GB149             | 5 d'abril, 2000      | Socorro              | LINEAR                    |
| 104676 -         | 2000 GL149             | 5 d'abril, 2000      | Socorro              | LINEAR                    |
| 104677 -         | 2000 GW150             | 5 d'abril, 2000      | Socorro              | LINEAR                    |
| 104678 -         | 2000 GB152             | 6 d'abril, 2000      | Kitt Peak            | Spacewatch                |
| 104679 -         | 2000 GY152             | 6 d'abril, 2000      | Anderson Mesa        | LONEOS                    |
| 104680 -         | 2000 GK153             | 6 d'abril, 2000      | Anderson Mesa        | LONEOS                    |
| 104681 -         | 2000 GM153             | 6 d'abril, 2000      | Anderson Mesa        | LONEOS                    |
| 104682 -         | 2000 GB154             | 6 d'abril, 2000      | Anderson Mesa        | LONEOS                    |
| 104683 -         | 2000 GF154             | 6 d'abril, 2000      | Anderson Mesa        | LONEOS                    |
| 104684 -         | 2000 GG154             | 6 d'abril, 2000      | Anderson Mesa        | LONEOS                    |
| 104685 -         | 2000 GK154             | 6 d'abril, 2000      | Anderson Mesa        | LONEOS                    |
| 104686 -         | 2000 GQ154             | 6 d'abril, 2000      | Anderson Mesa        | LONEOS                    |
| 104687 -         | 2000 GK155             | 6 d'abril, 2000      | Anderson Mesa        | LONEOS                    |
| 104688 -         | 2000 GN155             | 6 d'abril, 2000      | Anderson Mesa        | LONEOS                    |
| 104689 -         | 2000 GO155             | 6 d'abril, 2000      | Anderson Mesa        | LONEOS                    |
| 104690 -         | 2000 GX156             | 6 d'abril, 2000      | Socorro              | LINEAR                    |
| 104691 -         | 2000 GV158             | 7 d'abril, 2000      | Anderson Mesa        | LONEOS                    |
| 104692 -         | 2000 GX158             | 7 d'abril, 2000      | Anderson Mesa        | LONEOS                    |
| 104693 -         | 2000 GB160             | 7 d'abril, 2000      | Socorro              | LINEAR                    |
| 104694 -         | 2000 GL160             | 7 d'abril, 2000      | Socorro              | LINEAR                    |
| 104695 -         | 2000 GU161             | 7 d'abril, 2000      | Anderson Mesa        | LONEOS                    |
| 104696 -         | 2000 GV161             | 7 d'abril, 2000      | Anderson Mesa        | LONEOS                    |
| 104697 -         | 2000 GW162             | 8 d'abril, 2000      | Socorro              | LINEAR                    |
| 104698 Alvindrew | 2000 GJ163             | 10 d'abril, 2000     | Kitt Peak            | M. W. Buie                |
| 104699 -         | 2000 GC164             | 12 d'abril, 2000     | Haleakala            | NEAT                      |
| 104700 -         | 2000 GK164             | 5 d'abril, 2000      | Anderson Mesa        | LONEOS                    |